# Super Lliga de Bhutan de futbol
La Super Lliga de Bhutan de futbol fou una competició futbolística de Bhutan.

## Història
Fou fins al 2012 la màxima competició futbolística del país. Es va iniciar el 1986 i constava de vuit equips. Donada la climatologia del país, tots els partits es disputaven entre el juliol i l'agost. Prèviament fou anomenada Lliga de Thimphu i Bhutan A-Division (des de 2001). L'any 2001 entren a la lliga equips de fora de la capital com el Paro esdevenint un autèntic campionat nacional. Entre 2013 i 2020, fou la segona divisió del país, desapareixent aquest segon any. A partir de 2012 la màxima competició del país és la Lliga Premier de Bhutan de futbol.

## Participants l'any 2010
- Chooden FC
- Druk Athletic
- Druk Star FC
- Druk Pol FC
- Nangpa FC
- Transport United
- Yeedzin FC

## Historial
Font:
Primera categoria
- 1986: Royal Bhutan Army (1)
- 1987-1995: Desconegut
- 1996: Druk Pol FC (1)
- 1997: Druk Pol FC (2)
- 1998: Druk Pol FC (3)
- 1999: Druk Pol FC (4)
- 2000: Druk Pol FC (5)
- 2001: Druk Stars FC (1)
- 2002: Druk Pol FC (6)
- 2003: Druk Pol FC (7)
- 2004: Transport United FC (1)
- 2005: Transport United FC (2)
- 2006: Transport United FC (3)
- 2007: Transport United FC (4)
- 2008: Yeedzin FC (1)
- 2009: Druk Stars FC (2)
- 2010: Yeedzin FC (2)
- 2011: Yeedzin FC (3)
- 2012: Druk Pol FC (8)

Segona categoria
- 2013: Yeedzin FC (4)
- 2014: Druk United FC (1)
- 2015: FC Tertons (1)
- 2016: Thimphu City FC (1)
- 2017: Thimphu City FC (2)
- 2018: Transport United FC (5)
- 2019: Tensung FC (2)
- 2020: High Quality United FC (1)

## Palmarès
| Club                                                           | Nombre de campionats |
| -------------------------------------------------------------- | -------------------- |
| Druk Pol                                                       | 8                    |
| Transport United FC                                            | 5                    |
| Yeedzin FC                                                     | 4                    |
| Druk Stars FC                                                  | 2                    |
| Thimphu City FC                                                | 2                    |
| Tensung FC (inclòs el que va guanyar com Royal Bhutan Army FC) | 2                    |
| FC Tertons                                                     | 1                    |
| Druk United FC                                                 | 1                    |
| High Quality United FC                                         | 1                    |